# Movimiento Integración
El Movimiento Integración, conocido también como Grupo Integración, fue una organización chilena, siendo la primera agrupación de homosexuales de dicho país, existente entre 1977 y 1983, en plena dictadura militar.

## Historia
El grupo surge bajo el nombre de «Betania» en 1977 entre alrededor de 14 profesionales vinculados a la Pontificia Universidad Católica de Chile, quienes desarrollaban reuniones para discutir y conversar sobre la homosexualidad, recibiendo también apoyo psicológico. Entre sus impulsores estaba el sacerdote y psicólogo neerlandés Cornelio Lemmers, quien era cercano a la Teología de la liberación, y también tuvo entre sus integrantes al guionista Fernando Aragón.
La organización se definía como una agrupación que no buscaba fines políticos ni realizaba activismo:

La organización no persigue formas de liberación a la manera de los grandes movimientos liberacionistas europeos o norteamericanos. Ni emancipación, ni reivindicaciones han sido las metas del movimiento. También respondiendo a las características del medio nacional, nos hemos definido no como un movimiento de orientación religiosa, sino como un movimiento privado, sin fines de lucro y que no tiene confesión política alguna.
Documento interno del Movimiento Integración.

Una de sus primeras apariciones públicas fue mediante un reportaje en la revista Paula publicado en abril de 1979, en el cual se presentaba por primera vez a una pareja homosexual, así como un testimonio de un religioso (el sacerdote Lemmers) que apoyaba y comprendía a la diversidad sexual.
En 1981 el grupo Betania cambia de nombre, convirtiéndose en el Movimiento Integración; en ese mismo momento ingresa a la agrupación el diseñador Ricardo Oyarzún, quien crea el logotipo consistente en dos siluetas humanas que formaban un corazón. En 1982 el Movimiento Integración realizó lo que es considerado el primer congreso de homosexuales en Chile: una reunión de alrededor de 100 personas en un local llamado «El Delfín», ubicado en Carmen 646. Ricardo Oyarzún señala que en una de las reuniones del grupo apareció Mónica Madariaga, entonces ministra de Justicia de la dictadura militar, que les aconsejó respecto del seguimiento que estaba realizando la Junta Militar a las actividades del movimiento.
Hacia 1983 el grupo perdió actividad y se disolvió. Posteriormente, sus fundadores destruyeron gran parte de los archivos del Movimiento Integración debido al temor de ser identificados por parte de las policías producto de investigaciones respecto de la muerte de homosexuales a mediados de los años 1980 y la posible difusión de las identidades de los integrantes por la prensa; el 31 de diciembre de 1986 fue asesinado Jaime Ureta Arellano, abogado e integrante del Movimiento Integración, lo que motivó finalmente dicha acción por parte de los creadores del grupo.